# Ascheberg (Holstein)
Pour les articles homonymes, voir Ascheberg (homonymie).
Ascheberg (Holstein) est une commune allemande du Schleswig-Holstein, située dans l'arrondissement de Plön, sur la rive nord-ouest du Großer Plöner See. En 2014 la commune a quitté l'Amt Großer Plöner See pour créer une Verwaltungsgemeinschaft (communauté des communes) regroupant les trois communes d'Ascheberg, Bösdorf et Plön dont le siège est à Plön.